# Хороший доктор (фильм, 2011)
Хороший доктор (англ. The Good Doctor) — американский кинофильм режиссера Ленас Дэйли, вышедший на экраны в 2011 году.

## Сюжет
Британский студент-медик Мартин Блейк переводится в больницу в Южной Калифорнии для учебы в ординатуре. Внешне обаятельный Мартин на самом деле жаждет властвовать и управлять людьми. Он высокомерен с персоналом, из-за чего медсестры, работающие вместе с ним, испытывают к нему неприязнь. Мартин считает такое отношение к нему несправедливым. Но отношения не складываются не только с медсестрами. Мартин не умеет говорить с пациентами и даже с собственным начальством. Когда в больнице появляется Диана Никсон, страдающая от почечной инфекции, ситуация меняется. Мартин назначает лечение, которое оказывается успешным. Семья Дианы в восторге от Мартина. Диана идет на поправку, однако Мартин намеренно назначает другие лекарства, из-за которых Диана оказывается в критическом состоянии. В конечном счете, Мартин заходит слишком далеко...